# 卡洛讷河畔圣朱利安
卡洛讷河畔圣朱利安（法語：Saint-Julien-sur-Calonne，法語發音：[sɛ̃ ʒyljɛ̃ syʁ kalɔn] ⓘ）是法国卡尔瓦多斯省的一个市镇，位于该省东北部，属于利雪区和欧日土地市镇公共社区，其市镇面积为8.54平方公里，2022年1月1日时人口数量为172人。
卡洛讷河畔圣朱利安是欧日土地市镇公共社区的组成部分。

## 行政
卡洛讷河畔圣朱利安的邮政编码为14130，INSEE市镇编码为14601。

## 地理
卡洛讷河畔圣朱利安（49°17'27"N, 0°13'40"E）位于法国西北部，诺曼底大区中部和卡尔瓦多斯省东北部。
与卡洛讷河畔圣朱利安接壤的市镇包括：卡洛讷河畔莱索蒂约、马讷维尔拉皮帕尔、欧日地区皮埃尔菲特、蓬萊韋克、圣安德烈代贝尔托、叙尔维尔。
卡洛讷河畔圣朱利安位于卡洛讷河左岸。境内以平原和浅丘为主，地势自北向南略有抬升，镇中心地势平坦。
按照柯本气候分类法，卡洛讷河畔圣朱利安属于温带海洋性气候，全年温差较小，降水分布均匀。

## 历史
卡洛讷河畔圣朱利安历史上长期为一处普通村落，中世纪出现教堂，法国大革命后成为卡尔瓦多斯省的市镇。1860年，卡洛讷河畔洛奈被撤销，该市镇的部分区域被划入卡洛讷河畔圣朱利安的市镇范围。

## 交通
卡尔瓦多斯省省道D162线、D265线和D579线经过卡洛讷河畔圣朱利安境内。

## 政治
现任卡洛讷河畔圣朱利安市长为多米尼克·芒萨尔先生（Dominique Mansart），他是一名无党派人士。

## 人口
| 年份   | 1936 | 1946 | 1954 | 1962 | 1968 | 1975 | 1982 | 1990 | 1999 | 2004 | 2009 | 2014 | 2018 |
| ------ | ---- | ---- | ---- | ---- | ---- | ---- | ---- | ---- | ---- | ---- | ---- | ---- | ---- |
| 人口數 | 252  | 280  | 260  | 251  | 211  | 188  | 199  | 212  | 189  | 195  | 191  | 170  | 167  |

## 社会
卡洛讷河畔圣朱利安市镇范围内无任何实体商业及公共设施。

## 景观
卡洛讷河畔圣朱利安圣朱利安教堂是法国国家文物保护单位。